# Ellweiler
Ne doit pas être confondu avec Ellviller.
Ellweiler est une municipalité allemande située dans le land de Rhénanie-Palatinat et l'arrondissement de Birkenfeld.